# PostPrime
PostPrime（ポストプライム）は、PostPrime株式会社が運営する日本のソーシャル・ネットワーキング・サービス（SNS）。
LIVE配信、動画、音声、画像、文章を使いプラットフォーム上に自由にコンテンツを投稿でき、ユーザーがコンテンツを購入することで投稿による収入を得ることができるシステムを特徴とする。また、マーケットに対しての投票ができる独自のチャート機能や、金融や経済の情報を伝えるAIキャラクターなど投資関連の機能が多く存在する。Web、iOS、Androidでの利用が可能である。クリエイター（投稿者）は投稿内容の質を評価するバッジシステム（後述）によってクリエイターの質がランク分けされるため、ユーザーは質の高い投稿を簡単に見つけることができる。

## 概説
2021年9月に、高橋ダンを代表とするPostPrime株式会社によってサービスがリリースされた。
高橋曰く、昨今のSNSのあり方に疑問を感じ、「質」にフォーカスしたクオリティの高いコンテンツを簡単に見つけられること、またアフィリエイト等に頼らずに一人ひとりがクリエイターとして直接収益を上げられることを実現するためにSNSサービス「PostPrime」を創設したという。
現在のところ、投稿されるコンテンツは投資関連が主だが、投資専門のSNSという訳ではなく、自身のアーティスティックな作品や日常のハウツーコンテンツなど投稿されるジャンルは多岐にわたる。

## 主な機能

### 投稿
アカウントを所有するユーザーは動画、音声、テキスト、画像を投稿することができる。投稿時間の指定も可能である。一定レベル（Level4）まで上がると有料投稿（プライム投稿）が可能になる。

### バッジシステム
ユーザーの投稿のエンゲージメント率等から投稿の質を判断し、レベルに応じてバッジを付与する仕組み。閲覧者の興味度合い（投稿の閲覧数・インプレッション数）、フォロワー数、その他のデータをもとにバッジが決定される。

### プライム投稿
プライムクリエイター（承認されたクリエイター）が配信する有料の投稿のこと。プライム登録したユーザーのみが有料投稿を閲覧できる。

### ありがとう機能
プライムクリエイターの投稿内容に対し特別の感謝を伝えるとともに、自分のプロフィール画像を優先的に目立たせて表示することなど、ユーザーの投稿や表示について特別な取り扱いをおこなう機能。いわゆる投げ銭機能である。ユーザーは任意の金額をクリエイターに対して贈る事ができる。

### メンバーシップ
投票率チャートなどのマーケット分析に役立つツールがランクに応じて利用可能な機能のサブスクリプション（サブスク型課金）サービスである。2024年7月11日には、その最上位プランであるIZANAVI（イザナビ）というAIがリリースされた。

## SNS「PostPrime」の歴史
- 2021年1月 - 開発スタート
- 2021年5月7日 - β版（1st）を3,000ユーザー限定でサービスを公開。
- 2021年7月2日〜7月5日 - β版再リリース。3万ユーザー限定でサービスを公開。
- 2021年9月3日 - プレリリース。
- 2021年9月8日 - 正式リリース[6]。
- 2021年12月 - Android、iOSアプリからのプライム投稿の閲覧、課金を開始。

サービスの正式リリースから2週間あまりで20万を超えるユーザーが登録した。
- 2022年6月 - メンバーシップ、ライブ機能 リリース
- 2023年6月 - コース機能リリース
- 2023年7月 - AIアニメキャラクター、メンバーシップPlatinum リリース
- 2024年7月 - AI投資パートナー「IZANAVI」リリース。

## 会社沿革
- 2020年9月　創業者高橋ダンによるDKT株式会社設立[1][2]
- 2022年4月　商号を「ＰｏｓｔＰｒｉｍｅ株式会社」に変更　東京都渋谷区渋谷に移転
- 2023年1月　東京都港区虎ノ門に移転
- 2024年6月 - 東証グロース市場に上場[8]。

６月２０日の上場初日から３日連続ストップ高となった。
- 2024年10月1日　ＰｏｓｔＰｒｉｍｅ株式会社の子会社のＰｏｓｔＰｒｉｍｅ Ｔｒａｄｉｎｇ株式会社を取引プラットフォームの調査及び運営を目的として設立した[10]。